# 市川寿三郎
市川 壽三郎（-寿三郎、いちかわ じゅさぶろう、1905年3月1日 - 1940年代）は、日本の俳優である。初期には澤村 勇（さわむら いさむ）と名乗った。本名は古賀 辰雄（こが たつお）。第二次世界大戦前に活躍した剣戟俳優である。

## 人物・来歴
1905年（明治38年）3月1日、佐賀県に「古賀辰雄」として生まれる。
澤村宗之助門下に入門し、澤村 勇を名乗る。1926年（大正15年）、東亜キネマ等持院撮影所に入社、同年、長尾史録監督の『熊野路』に出演する。翌1927年（昭和2年）、後藤秋声監督、雲井竜之介主演の『砂絵呪縛』に森尾重四郎役で出演し、同作を契機に主役級俳優に昇格する。1928年（昭和3年）、石田民三監督の『侠恋巴草紙』、『雁帰来』で主役を張る。同年後半から翌1929年（昭和4年）にかけて、市川右太衛門プロダクションに移籍し、市川右太衛門の脇を務めた。
1930年（昭和5年）には東亜キネマ京都撮影所に復帰するが、羅門光三郎や青柳竜太郎、尾上菊太郎の脇役となってしまう。翌1931年（昭和6年）、嵐寛寿郎の第二次嵐寛寿郎プロダクションに参加、嵐の脇を務めた。
1935年（昭和10年）、極東映画（のちの極東キネマ）の設立に参加、同社では7年ぶりに主役を張った。1941年（昭和6年）の合併による同社の消滅まで在籍した。極東キネマ消滅後は、同年、日活京都撮影所で丸根賛太郎監督、寛寿郎主演による日活の正月映画『決戦奇兵隊』に出演。それ以降の記録は無いが、戦争末期に死去したという。

## おもなフィルモグラフィ
- 『熊野路』 : 監督長尾史録、1926年
- 『砂絵呪縛』 : 監督後藤秋声、1926年
- 『侠恋巴草紙』 : 監督石田民三、1928年
- 『雁帰来』 : 監督石田民三、1928年
- 『一殺多生剣』 : 監督伊藤大輔、1929年
- 『清川八郎』 : 監督石田民三、1930年
- 『浪人の群』 : 監督広瀬五郎、1930年
- 『南国太平記』第一篇・第二篇・双竜篇・爆発篇 : 監督山口哲平、1931年
- 『江戸育ち なりひら小僧』 : 監督仁科熊彦、1932年
- 『磯の源太 抱寝の長脇差』 : 監督山中貞雄、1932年
- 『決戦奇兵隊』 : 監督丸根賛太郎、1941年

## 註
1. 1 2 3 4 5 6 7 8 9  『無声映画俳優名鑑』、無声映画鑑賞会編、マツダ映画社監修、アーバン・コネクションズ、2005年、p.131。
2. 1 2 3 4 5 6 7 8 9 10  #外部リンク欄、「市川寿三郎」リンク先、日本映画データベース、2009年10月27日閲覧。